# Gubernator Svalbardu

Godło gubernatora Svalbardu obowiązujące od 1 lipca 2021

Gubernator Svalbardu (norw. Sysselmesteren, do 30 czerwca 2021 Sysselmannen) – najwyższy przedstawiciel administracji norweskiej na archipelagu wysp Svalbard i posiada te same uprawnienia, co wojewoda (norw. fylkesmann). Pełni również zadania szefa policji i notariusza, piastując też inne funkcje publiczne zgodnie z zapisami ustawy Svalbardloven § 5. Jego zadaniem jest dopilnowanie, by prawa i obowiązki Norwegii nałożone mocą Traktatu Spitsbergeńskiego z 1920 były przestrzegane. Od 1995 gubernator Svalbardu obejmuje swoją opieką administracyjną także wyspę Jan Mayen.

## Historia
Gubernator jest w Norwegii stanowiskiem administracyjnym znanym już w średniowieczu. Miał on wówczas władzę policyjną i wykonawczą nadaną mu przez króla. 
Tytuł gubernatora (sysselmanna) wszedł ponownie w użycie po uchwaleniu 17 czerwca 1925 roku ustawy Svalbardloven, której artykuł piąty mówi o powołaniu przez króla gubernatora Svalbardu. Ustawa Svalbardloven jest bezpośrednim wynikiem Traktatu Spitsbergeńskiego, zgodnie z którym 8 lutego 1920 uznano pełne prawa Norwegii do administrowania archipelagiem Svalbard. 
Już w kwietniu 1920 grupa norweskich prawników pod kierownictwem Edvina Altena przystąpiła do przygotowywania aktów prawnych mających uregulować kwestie zarządzania Svalbardem. Grupa ta zaproponowała w 1922 roku, by funkcje administracyjne na Svalbardzie pełnił wojewoda prowincji Troms, która to propozycja została przyjęta przez rząd i większość w norweskim parlamencie – Stortingu. Jednak wpływowa mniejszość przeciwników tego pomysłu proponowała, by funkcje te pełnił wojewoda prowincji Finnmark. Zastosowano więc salomonowe rozwiązanie i powołano zupełnie oddzielne stanowisko gubernatora Svalbardu (sysselmanna). Propozycja ta została zaakceptowana przez Storting. Gubernator nie jest jednak zgodnie z ustawą Svalbardloven urzędnikiem państwowym, ale powołuje się go na czas określony (zazwyczaj 3 lata).
Od 1 lipca 2021 nazwę urzędu zmieniono na bardziej neutralne płciowo określenie Sysselmester.

## Zakres obowiązków
Ochrona środowiska:
- Obserwacja środowiska naturalnego na Svalbardzie
- Planowanie przestrzeni, wydawanie zezwoleń na rozbudowę z uwzględnieniem problemów środowiska naturalnego
- Zarządzanie obszarami chronionymi
- Ochrona flory i fauny
- Administrowanie turystyką i ruchem na terenach niezamieszkanych
- Sprawy związane z zanieczyszczeniem środowiska i utylizacją odpadów
- Rejestracja, badanie i informacja związana z pomnikami przyrody i kultury
- Opieka nad pomnikami przyrody i kultury
- Kontrola wwozu i wywozu zwierząt futerkowych
- Koordynacja służby weterynaryjnej

Zadania policyjne
- Prowadzanie dochodzeń policyjnych
- Kontrola ruchu na lądzie i wodzie
- Kontrola ruchu pasażerskiego na lotnisku
- Przedłużanie ważności prawa jazdy (gubernator nie ma uprawnień do wydania prawa jazdy)
- Pilnowanie porządku
- Wystawianie dokumentów paszportowych
- Akcje ratunkowe
- Rejestracja pojazdów mechanicznych
- Zarządzanie statkami i łodziami
- Kontrola ruchu drogowego
- Zadania komornicze
- Wystawianie zezwoleń na posiadanie broni

Inne zadania
- Obowiązki reprezentacyjne
- Kontakt z mediami
- Sprawy związane z ruchem turystycznym
- Prawo do udzielania rozwodów i separacji
- Prawo do udzielania ślubów cywilnych
- Składanie doniesień w sprawach karnych
- Zadania notarialne
- Doradztwo prawne
- Zadania związane z doradztwem służbie zdrowia
- Sprawy przeciwpożarowe
- Informacja

Zadania wobec państwa norweskiego
- Utrzymania suwerenności
- Prawidłowe wypełnianie postanowień Traktatu Spitsbergeńskiego
- Utrzymanie prawa i porządku na obszarze Svalbardu
- Ochrona przyrody szczególnych obszarów
- Opieka nad norweską społecznością na Svalbardzie

## Lista gubernatorów Svalbardu
- Edvard Lassen, (7 sierpnia 1925–4 września 1925)
- Johannes Gerckens Bassøe, (4 września 1925–24 czerwca 1932)
- Wolmer Tycho Marlow, (24 czerwca 1932–1 lipca 1933)
- Johannes Gerckens Bassøe (1 lipca 1933–1 lipca 1935)
- Helge Ingstad, (28 lipca 1933–1 września 1935)
- Wolmer Tycho Marlow (1 września 1935–1 lipca 1942)
- Håkon Balstad (7 września 1945–1956)
- Odd Birketvedt (1956–1960)
- Finn Backer Midbøe (1960–1963)
- Tollef Landsverk (1963–1967)
- Stephen Stephensen (1967–1970)
- Frederik Beichmann (1970–1974)
- Leif T. Eldring (1974–1978)
- Jan S. Grøndahl (1978–1982)
- Carl A. Wendt (1982–1986)
- Leif T. Eldring (1986–1991)
- Odd E. Blomdal (1991–1995)
- Ann-Kristin Olsen (1995–1998)
- Morten Ruud (1998–2001)
- Odd Olsen Ingerø (2001–luty 2005)
- Sven Ole Fagernæs (luty 2005–wrzesień 2005)
- Per Sefland (1 października 2005–15 września 2009)
- Odd Olsen Ingerø (15 września 2009–2015)
- Kjerstin Askholt (1 października 2015 – 2021)
- Lars Fause (2021 –)